# Finale della Coppa dei Campioni 1974-1975 (hockey su pista)
La finale della 10ª edizione della Coppa dei Campioni fu disputata in gara d'andata e ritorno tra gli spagnoli del Barcellona e i connazionali del Voltregà. Con il punteggio complessivo di 11 a 9 fu il Voltregà ad aggiudicarsi per la seconda volta il trofeo.

## Le squadre
| Squadre    | Partecipazioni precedenti (il grassetto indica la vittoria) |
| ---------- | ----------------------------------------------------------- |
| Barcellona | 1973, 1974                                                  |
| Voltregà   | 1966, 1970                                                  |

## Il cammino verso la finale
Il Barcellona, campione incarica, esordì nel torneo ai quarti di finale dove con il punteggio complessivo di 36 a 5 eliminò agevolmente gli svizzeri dell'RS Zurigo; in semifinale fu la volta del Novara che venne eliminato con due nette vittorie. Il Voltregà invece iniziò la competizione dal primo turno dove ebbe le meglio sul Lichtstad, nei quarti di finale eliminò il Royal Sunday ed in semifinale estromise dal torneo il Benfica.

## Tabellini

### Andata
| Sant Hipòlit de Voltregà 29 giugno 1975 | Voltregà | 5 – 5 | Barcellona |  |

| Voltregà    |  |                     |
|             |  |                     |
| P           |  | Miguel Cabanas      |
| E           |  | Luciano Camprubi    |
| E           |  | Juan Comas          |
| E           |  | Andres Corominas    |
| E           |  | Humbert Ferrer      |
| E           |  | Ramon Nogue         |
| E           |  | Josep Ordeig Casals |
| E           |  | Miquel Recio        |
| Allenatore: |  |                     |
|             |  |                     |

| Barcellona    |  |                         |
|               |  |                         |
| P             |  | Jacinto Ginesta         |
| E             |  | Juan Brasal             |
| E             |  | Antoni Caicedo          |
| E             |  | Manuel Chercoles        |
| E             |  | Jose Ramoneda           |
| E             |  | Ricardo Torres Rocamora |
| E             |  | Joan Vila               |
| E             |  | Joaquin Vilallonga      |
| E             |  | Jordi Villacorta        |
| P             |  | Ramon Pons              |
| Allenatore:   |  |                         |
| Josep Lorente |  |                         |

### Ritorno
| Barcellona 12 luglio 1975 | Barcellona | 4 – 6 | Voltregà |  |

| Barcellona    |  |                         |
|               |  |                         |
| P             |  | Jacinto Ginesta         |
| E             |  | Juan Brasal             |
| E             |  | Antoni Caicedo          |
| E             |  | Manuel Chercoles        |
| E             |  | Jose Ramoneda           |
| E             |  | Ricardo Torres Rocamora |
| E             |  | Joan Vila               |
| E             |  | Joaquin Vilallonga      |
| E             |  | Jordi Villacorta        |
| P             |  | Ramon Pons              |
| Allenatore:   |  |                         |
| Josep Lorente |  |                         |

| Voltregà    |  |                     |
|             |  |                     |
| P           |  | Miguel Cabanas      |
| E           |  | Luciano Camprubi    |
| E           |  | Juan Comas          |
| E           |  | Andres Corominas    |
| E           |  | Humbert Ferrer      |
| E           |  | Ramon Nogue         |
| E           |  | Josep Ordeig Casals |
| E           |  | Miquel Recio        |
| Allenatore: |  |                     |
|             |  |                     |